# Jesmond (metropolitana del Tyne and Wear)
Jesmond è una stazione della metropolitana del Tyne and Wear, situata sulla tratta comune delle linee verde e gialla, che serve l'area centro-settentrionale di Newcastle upon Tyne, nel Nord Est dell'Inghilterra. La stazione sorge sul vecchio percorso del North Tyneside Loop, poco più a nord della stazione originale di Jesmond. La stazione fu utilizzata da oltre un milione di passeggeri nel periodo 2008/2009.